# Tóth János (vasutas)
Tóth János (1916–?) vasutas, a Magyar Államvasutak Szombathelyi Vontatási Főnökség főintézője. 1970-ben megkapta a Magyar Népköztársaság Állami Díjának III. fokozatát „a 2000 tonnás mozgalom bevezetése és kiszélesítése terén végzett eredményes munkájáért, a fiatal vasúti dolgozók nevelésében elért eredményeiért”.

## Élete
1961-ben Kiváló Vasutas címmel, 1970-ben Felszabadulási Jubileumi Emlékéremmel tüntették ki.